# Mendicino
Mendicino är en ort och kommun i provinsen Cosenza i regionen Kalabrien i Italien. Kommunen hade 9 495 invånare (2018).